# Lophoptera stipata
Lophoptera stipata là một loài bướm đêm trong họ Noctuidae.